# Pomaken
Met de naam Pomaken (ook: Pomakken) (Bulgaars: Помаци, Grieks: Πομάκοι, Turks: Pomaklar) worden traditioneel geïslamiseerde Bulgaren in Bulgarije en Grieken in Griekenland aangeduid. In Bulgarije geldt de term als pejoratief en spreekt men liever van Moslimbulgaren (Bulgari-Muhamedani), waarbij het accent ligt op 'Bulgaren', dit ter onderscheiding van de Bulgaarse 'Turken'. In Griekenland is de term wel gangbaar. Het betreft afstammelingen van de Bulgaren die onder Turks bewind tussen de 16de en de 18de eeuw van het christendom overgingen op de islam. In tegenstelling tot de Turkse minderheid spreken ze Bulgaars of althans een Bulgaars dialect; ze behoren tot de Slavische moslims. In Griekenland is hun taal sterk beïnvloed door het Grieks en het Turks.

## Verspreiding

### Bulgarije

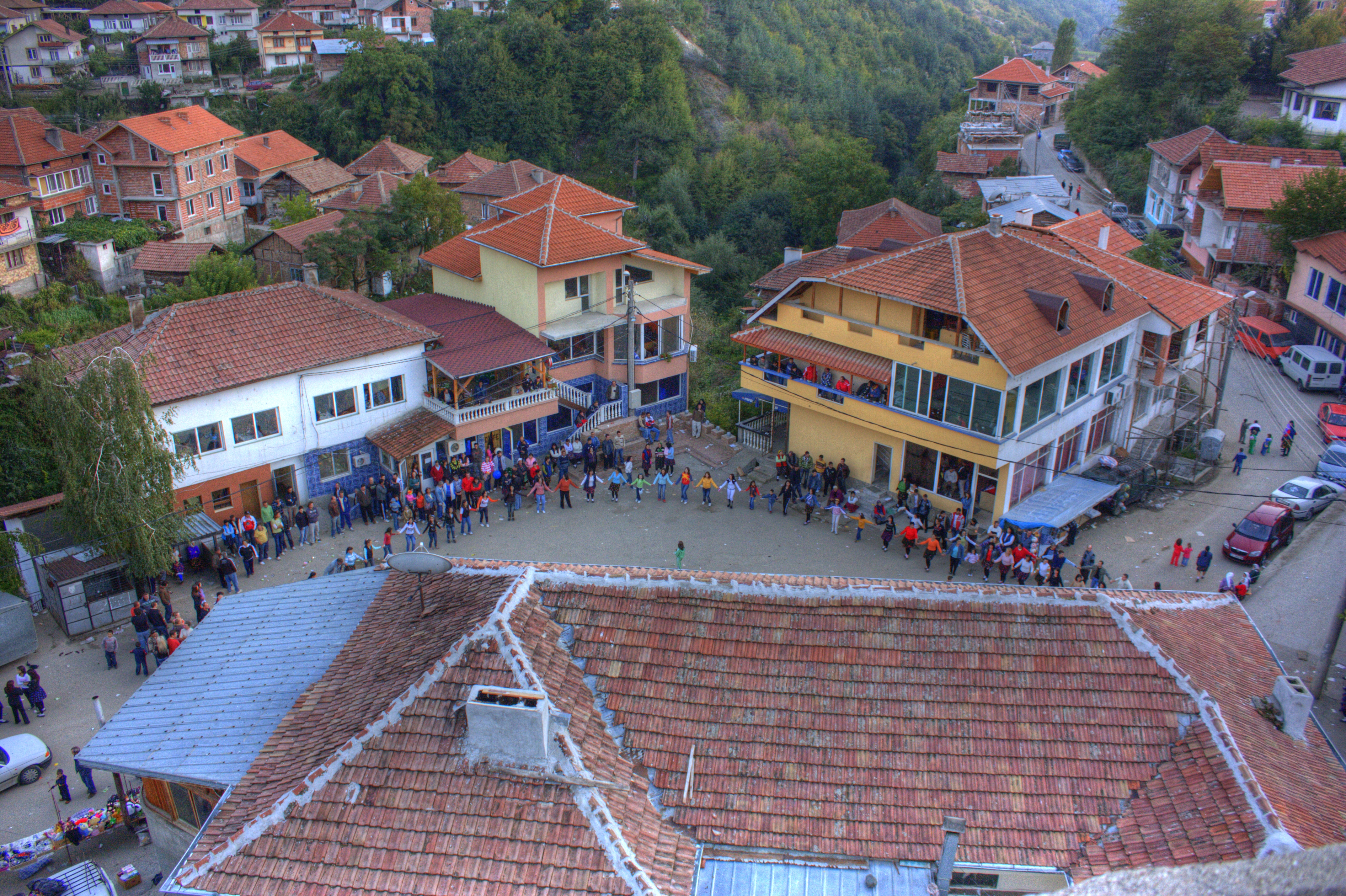
Bulgaarse Pomaken vieren het Suikerfeest in het dorp Dolno Osenovo, oblast Blagoëvgrad

De 'Moslimbulgaren' van Bulgarije wonen vooral in het Rodopegebergte: die in het oosten in de jaren negentig voor een deel uit opportunisme weer overgingen op het christendom (Smoljan en Kardzjali). Die in het westelijke Rodopegebergte en in het Piringebergte zijn traditioneler religieus (Blagoëvgrad en Pazardzjik). Het resultaat is dat de eerste groep zich bij volkstellingen als Bulgaar heeft laten tellen en de tweede als Turk. Daarnaast is er een beweging als OMO Ilinden-Pirin, die beschouwt de westelijke Pomaken als Macedoniërs en maakt ze daarmee deel van de Macedonische Kwestie.
Er zijn ook kleinere aantallen Pomaken in het noordoosten van Bulgarije, met name in de gemeente Teteven (oblast Lovetsj).

### Griekenland
Het aantal Pomaken in Griekenland wordt geschat op zo'n 40.000; zij behoren tot de moslimminderheid van Griekenland. De Pomaken wonen in dorpen ten noorden van de stad Xanthi nabij het Grieks-Macedonisch-Bulgaarse drielandenpunt. Pomaken worden ter plaatse gemakkelijk herkend aan hun opvallend blauwe ogen. Tot november 1995 konden de dorpen van de Pomaken niet zonder toestemming van het Griekse ministerie van defensie worden bezocht.
In Griekenland, dat alleen religieuze minderheden erkent, worden ze samen met de Griekse Turken als moslims beschouwd en niet als afzonderlijke minderheid. Wel worden in Griekenland de verschillen tussen de taal van de plaatselijke Pomaken en het Bulgaars benadrukt, getuige de publicatie van een Grieks-Pomaks woordenboek.

### Voormalig Joegoslavië
De Pomaken hebben linguïstisch en cultureel veel overeenkomsten met andere Slavische moslims, zoals de Gorani in Kosovo, Albanië en Noord-Macedonië en de Torbesjen (geïslamiseerde Macedoniërs) in Noord-Macedonië. Soms wordt deze laatste groep ook als ‘Pomaken’ bestempeld.